# ميلك (شبانكارة)
ميلك (بالفارسية: میلک) هي قرية تقع في إيران في قسم شبانكارة الريفي. يقدر عدد سكانها بـ 454 نسمة بحسب إحصاء 2016.